# Torneo Provincial de Ascenso de AFNA
El Torneo de Ascenso de AFNA Pichincha, llamado oficialmente «Torneo de Ascenso a la Segunda Categoría del Fútbol Profesional de AFNA», es un torneo oficial de fútbol de Ecuador, para el ascenso a la Segunda Categoría de Pichincha, en el cual participan 20 equipos originarios de la provincia de Pichincha. Es organizado anualmente por la Asociación de Futbol No Amateur de Pichincha (AFNA).
Dentro del Sistema de Ligas de Fútbol de Ecuador, ocupa el cuarto nivel, aunque se trata de un torneo interno netamente de la provincia de Pichincha. El Patron Mejia es el actual campeón.

## Antecedentes e historia

### Copa Pichincha
El origen de los torneos de ascenso a la Segunda Categoría se remonta a la denominada "Copa Pichincha", como el torneo oficial de ascenso a la Segunda Categoría. En esta competición participaban los equipos afiliados a la Asociación de Futbol Amateur de Pichincha (AFAP), quienes en primera instancia participaban en los torneos locales de cada cantón, definiendo cada año los clasificados a la Copa Pichincha.
Se clasificaban 32 equipos divididos en 8 grupos de 4, que tras disputar la fase de grupos con partidos de ida y vuelta se clasificaban a los play-offs. El campeón del torneo lograría el ascenso a la Segunda Categoría y pasaría a pertenecer a la Asociación de Fútbol No Amateur de Pichincha.
Este torneo fue el inicio de muchos equipos grandes que hoy actúan en Serie A, tal es el caso de Sociedad Deportiva Aucas y Liga Deportiva Universitaria, siendo el más reciente el Deportivo Quito.

### Creación del Torneo Provincial de Ascenso
En 2019 se crea el Torneo Provincial de Ascenso organizado por AFNA, con la idea de aumentar el número de participantes en Segunda Categoría. En esta primera edición los equipos clasificados fueron Juventud Fútbol Club, Aussie Fútbol Club y el Club Deportivo Aampetra.

### Temporada 2021: Agresión a un juez
En la temporada 2021 del Ascenso, mientras se desarrollaba un partido entre Cumbre Alta y Nueva Generación, ocurrió un hecho inédito. Al minuto 20, el juez central del partido expulsaría a uno de los jugadores de Nueva Generación después de recibir insultos de parte de este, lo que generaría una reacción por parte del jugador y golpearía en el rostro al juez.

### Temporada 2022: Incorporación del Club Tumbaco AV25
Para la temporada 2022, AFNA permitió la incorporación del naciente Club Deportivo Tumbaco AV25, propiedad del exfutbolista Antonio Valencia.

## Sistema de competición
El sistema determinado para el desarrollo del torneo se compone de tres principales etapas: primero los equipos disputan una fase de grupos, posteriormente los mejores avanzán a la fase de play-offs y finalmente los dos equipos ascendidos se determinan mediante un cuadrangular final.

#### Fase de grupos
Los participantes son 20 equipos divididos en dos grupos de 10 clubes cada uno. Se juegan todos contra todos en ida y vuelta (18 fechas). Los ocho primeros de cada grupo al finalizar esa fase clasifican a los play-offs.

#### Play-offs
Con los 16 clasificados de la Fase de grupos, se juegan los play-offs a partidos de ida y vuelta. Las rondas van desde los octavos de final hasta cuartos de final. Los cuatro equipos clasificados a semifinales disputan el Cuadrangular final.

#### Cuadrangular final
Los cuatro equipos juegan todos contra todos en ida y vuelta (6 fechas). Al finalizar todos los partidos los dos mejores posicionados ascienden a la Segunda Categoría de la siguiente temporada. El primero de la tabla de posiciones es proclamado campeón, mientras que el segundo es declarado subcampeón.

### Inscripción de equipos
Para que un equipo pueda inscribirse en el torneo de ascenso deberá cumplir ciertos requisitos, entre ellos:  
- Tener divisiones formativas.
- Tener un convenio para hacer de local en un estadio con medidas de 100x70.
- Contar con los uniformes y numeración de juveniles.
- Presentar el listado de buena fe.
- Tener estatutos aprobados por el Ministerio del Deporte.
- Presentar una carta de compromiso de participación.

Adicionalmente se debe cancelar el valor establecido por la inscripción del equipo al torneo y la garantía. 

## Historial
| Año  | Campeón         | Subcampeón          | Tercero                                                        |
| ---- | --------------- | ------------------- | -------------------------------------------------------------- |
| 2019 | Juventud        | Aampetra            | Aussie                                                         |
| 2020 | Juventud Junior | Deportivo Meridiano | Miguel Iturralde                                               |
| 2021 | Cumbre Alta     | Real Puerto Quito   | Hermandad Policial                                             |
| 2022 | AKD FC          | Atlético Vinotinto  | Tumbaco AV25                                                   |
| 2023 | Patron Mejia    | Patogol             | Aragua                                                         |
| 2024 | Inter de Mindo  | Quito Corazón       | [[Archivo:\|20x20px\|border\|Bandera de Sangolquí]] Águilas AV |